# Anomalon novoguineense
Anomalon novoguineense là một loài tò vò trong họ Ichneumonidae.